# 南紀
南紀（なんき）とは、近畿地方のうち、令制国でいう紀伊国に相当する地域。今日の和歌山県全域と三重県南牟婁郡および北牟婁郡を含む。

## 南紀とは
南紀とは、紀伊国に相当する地域を指す名称で、南海道紀伊国の略である。

### 起源
紀伊国は紀伊半島西南部に位置し、今日の和歌山県全域と三重県の南北牟婁郡に及ぶ。紀伊半島はその地理上、紀伊山地を源流とする河川が放射状に紀伊水道や熊野灘に注ぐ。このことから、河川の分水界によって分断された各地域が強いまとまりを持つようになった。主要な河川がおおよそ西向きに流れることに従い、各地域は南北方向に分かたれ、藩政期には、それらの地域が口六郡・両熊野という2つに大きく分けられた。ここで、口六郡とは、名草郡・海部郡・那賀郡・伊都郡・有田郡・日高郡を指し、両熊野とは熊野国造に由来する牟婁郡を指す。牟婁郡は紀伊国の面積の約半分を占める広大な郡であったが、明治の廃藩置県に際して、東西南北に四分され、東牟婁郡・西牟婁郡は和歌山県に、南牟婁郡および北牟婁郡は三重県に編入された（1879年〈明治12年〉）。
南紀と似た地域呼称に紀南があり、両者はしばしば混同されるが、これら2つは同じものではない。紀伊国領の大部分を近代以降引き継ぐ和歌山県の地域区分には、紀北・紀南の二分法と紀北・紀中・紀南の三分法との2つが用いられる。したがって、紀南とは南紀に対し下位の概念である。紀北・紀南の二分法は、藩政期の口六郡・両熊野という地域区分をほぼ引き継いだものである。紀北とは紀州北部の略とされ、有田郡ないし日高郡以北を指す。それに対し、紀南とは狭義には西牟婁郡（田辺市を含む）および東牟婁郡（新宮市を含む）を指し、二分法を採る場合には日高郡以南とする。紀中とは、第二次世界大戦後に地域開発上の要請から生じた新しい概念で、紀北と紀南の境となる有田郡（有田市を含む）と日高郡（御坊市を含む）を指す。
しかし、こうした本来の用法があるとはいえ、これら一群の地域区分が何を指すのかが、今日ではただちに理解しにくい状況であり、和歌山に住む人々の間でさえしばしば紀南と南紀が混同されている。こうしたことから、例えば、本来は紀南に相当する田辺市・西牟婁郡・東牟婁郡・新宮市を開催地として1999年（平成11年）に開催された南紀熊野体験博の会期中に、伊都郡・橋本市が「北紀高野」をうたって観光キャンペーンを行ったが、「北紀」とは歴史的に根拠のない名称である。

### 語源
南紀の地域区分を検討した小池洋一によれば、『南紀徳川史』に見られるように、「南紀」とは紀伊国全体を指す概念である。地理学者の山口恵一郎は、「南紀」を第二次大戦後の観光ブームの中で生じた造語と見なしているが、そうした見解には根拠が乏しい。というのも、紀伊国を「南国」「南海」と呼ぶという認識が『日本書紀』等の古代の記録にまでさかのぼることが確かめられており、南海道の範囲をめぐる地域認識や中世熊野詣の盛行においても、南紀は確かに認識されていた。それゆえ、紀伊国全体を指す概念としての南紀の根拠は古代にあり、史料的にも裏付けられることなのである。
また、近世においても『紀伊続風土記』は「本国は上国にして南海道の首に居りて近国なり」（提綱第一・総論）と述べられており、畿内の南に位置する地方として、また、都から遠く隔たった辺境の地として認識されていたことが分かる。これに対し、隣接する三重県の地域区分には伊賀・北勢・南勢・志摩・南紀とあるが、ここでいう「南紀」とは、志摩の南島地方につづく南海道紀州地域ということが意識して使われるようになったものと考えられている。
紀北・紀南の概念の初出は小池洋一によれば1916年（大正5年）に公刊された「紀南行幸記念碑」「紀北沿岸地形の変遷」の2本の論文であるという。1936年（昭和11年）に刊行された『日本地理風俗体系』は「紀伊北部」「紀伊中部」「紀伊南部」という三分法の初出と見られるが、3つの地域の範囲や境界を明確に定めようとする意識は欠けている。地域区分について初めて意識的な検討をおこなったのは松井武敏の『紀北の経済地誌』（1936年〈昭和11年〉）で、有田・日高両郡の境となる鹿ヶ背山脈を境界とし、同時に三分法よりも二分法を採るべきであると述べているが、その後の地域区分はむしろ三分法に従うものが多くなる。三分された各地域の中心都市（和歌山市・田辺市・新宮市）とその都市圏の範囲や産業構成、さらに戦後の和歌山県の政策においてこの地域区分が踏襲されていることいったことから見ても、この地域区分は妥当なものと考えられている。
南紀と紀南との混同は、戦後の観光ブームの中で観光上の要請から広まったものと見られ、1965年（昭和40年）には新宮市から西牟婁郡の一帯を言い表す観光用語として「南紀」を用いることが勝浦温泉旅館組合から呼び掛けられさえした。和歌山県立図書館所蔵の郷土資料を基に、南紀と紀南の用法を検討した桑原康宏は、少なくとも大正期までは南紀と紀南が混同されることはなかったが、昭和40年代頃には南紀と紀南が互換的に使用され、さらには新宮にまで南紀が冠されるようになったとしており、前述のように地名の歴史的定義が不確かになっていることが判明する。

## 地理
紀伊半島の南部、中央構造線よりも南に位置し、太平洋が南に面する。太平洋側気候を呈しており、雨の多い地方として有名である。また、夏から秋は台風の襲来も多い。
平野が乏しいために、山林が広がり、日本を代表する林業地帯となっている。十津川を初めとして、山間の村落も多い。
江戸時代までは「伊勢へ七度、熊野へ三度」と呼ばれていた。
- 山脈：果無山脈
- 山：朝熊山、大峰山、八剣山、大台ヶ原山、那智山、高野山、金剛山
- 谷：瀞八丁、瀞峡
- 川：宮川、北山川、熊野川、日置川、日高川、紀の川、富田川
- 瀑：那智滝
- 温泉：南紀白浜温泉、南紀勝浦温泉、龍神温泉
- 海岸：熊野灘（鬼ヶ城）、橋杭岩、和歌浦
- 岬：潮岬

## 歴史
南紀は日本神話との縁が深く、熊野は神武東征に関わる土地として登場している。国造が分立した時代には、紀の川流域（今の和歌山県北部）が紀伊国造の領土、熊野川流域（今の和歌山県南部と三重県南部）をヤマト王権が領土にした。ヤマト王権が律令制で中央集権国家を敷くと、紀伊国造と熊野国造の領土を合併、紀伊国に改編した。この内、熊野国造の領土は紀伊国牟婁郡となった。
源平合戦の時期には、南紀は熊野水軍の支配圏に属した。天正期（戦国時代後期）になると、雑賀衆は豊臣秀吉の攻撃を受けて滅び、紀の川流域は代わって、豊臣秀長や桑山重晴などの支配圏に属した。江戸時代になると、紀州徳川家が治める紀州藩の領土となった。紀州藩は、熊野の木材や、沿岸部の蜜柑の栽培を基幹産業として奨励した。五街道に次ぐ副次的な街道として、熊野街道も整備され、熊野三山への参拝客も多く訪れた。

## 交通
紀勢本線・阪和線・国道23号・国道42号・国道26号が幹線として南北を縦断し、紀伊半島をU字状に貫く。
鉄道に比べて高速道路の整備が遅れを取っている。大阪や三重県北部と、新宮を結ぶ高速道路も、現時点では未完成である。

### 鉄道
- 紀勢本線（JR西日本・JR東海）
- 阪和線（JR西日本）
- 和歌山線（JR西日本）

### 空港
- 南紀白浜空港

### 主な道路

#### 高速自動車国道
- 阪和自動車道
- 紀勢自動車道（建設中）

#### 一般国道（主要路線）
- 国道24号・京奈和自動車道
- 国道26号
- 国道42号
- 国道165号
- 国道166号
- 国道168号・五條新宮道路
- 国道169号

### 海上保安
海上保安庁のエリアでは、紀伊半島は統一されておらず、熊野川以東が第四管区海上保安本部（本部：名古屋）のエリアで、熊野川以西が第五管区海上保安本部（本部：神戸）のエリアに入れられている。